# Тенстрајк (Минесота)
Тенстрајк (енгл. Tenstrike) град је у америчкој савезној држави Минесота.

## Демографија
По попису из 2010. године број становника је 201, што је 6 (3,1%) становника више него 2000. године.
| Група             | 2000.       | 2010.       |
| Белци             | 186 (95,4%) | 191 (95,0%) |
| Афроамериканци    | 0 (0,0%)    | 0 (0,0%)    |
| Азијати           | 0 (0,0%)    | 0 (0,0%)    |
| Хиспаноамериканци | 2 (1,0%)    | 0 (0,0%)    |
| Укупно            | 195         | 201         |